# بتل‌گراند (۲۰۱۶)
رزمگاه (به انگلیسی: Battleground) یک رویداد غیر رایگان (Pay-Per-View) در کشتی حرفه‌ای است که توسط کمپانی دبلیودبلیوئی تهیه می‌شود و این دوره‌اش هم در ۲۴ ژوئیه ۲۰۱۶ در مجموعه ورزشی وِرایزِن سنتر در واشینگتن، دی.سی. برگزار شد این، چهارمین دوره از این رویداد از زمان آغاز این PPV در سال ۲۰۱۳ بود. این رویداد آخرین رویداد دبلیودبلیوئی پیش از عملی شدن برنامه توسعه برند کمپانی است.

## زمینه‌سازی
رزمگاه شامل مسابقاتی بین دشمنی‌های موجود، ماجراهای پیش آمده و استوری‌هایی خواهد بود که پیش از این در برنامه‌های راو یا اسمک داون پخش شده بود. کشتی‌گیرها با توجه به مسابقات یا سری اتفاقاتی که برایشان رخ می‌دهد و تنش را به حد اکثر می‌رساند، نقش منفی یا قهرمان به خود می‌گیرند.
قرار شد که پیش از رزمگاه، امبروز و رالینز بر سر کمربند مسابقه بدهند تا مشخص نباشد چه کسی به عنوان قهرمان کمربند وارد رینگ رزمگاه شود. مسابقه با دابل پین به پایان رسیدو آن‌دو دوباره در اولین قسمت از اسمک‌دَون لایو به مصاف هم رفتند که امبروز مسابقه را برد.

## نتایج
| # | مسابقه | نوع مسابقه                                        |
| --- | --- | ------------------------------------------------- |
| ۱پ | بریزانگو (تایلر بریز و فاندانگو) پیروز مقابل د اوسوس (جیمی و جِی اوسو)                                         | مسابقه تگ تیم                                     |
| ۲ | دین امبروز (C) پیروز مقابل رومن رینز مقابل سث رالینز                                                          | مسابقه تریپل ترت برای قهرمانی کمربند دبلیودبلیوئی |
| ۳ | سمی زین پیروز مقابل کِوین اُوِنز                                                                                 | مسابقه تک نفره                                    |
| ۴ | ناتالیا پیروز مقابل بکی لینچ                                                                                  | مسابقه تک نفره                                    |
| ۵ | جان سینا، اِنزو اَموره و بیگ کَس پیروز مقابل د کلاب(ای جی استایلز، کارل اندرسون و لوک گلوز)                      | مسابقه تگ تیم شش نفره                             |
| ۶ | درن یانگ (با همراهی باب بک‌لاند) (پیروز با رد صلاحیت) مقابل د میز (c)                                          | مسابقه تک نفره برای قهرمانی کمربند بین قاره‌ای     |
| ۷ | روسِف پیروز (c) مقابل زک رایدر                                                                                 | مسابقه تک نفره برای قهرمانی کمربند ایالات متحده   |
| ۸ | خانواده وایت (بری وایت، اریک روئن و براون استرومن) پیروز در مقابل د نو دی (بیگ ای، کوفی کینگستون و زیویر وودز | مسابقه تگ تیم شش نفره                             |
| ۹ | ساشا بنکس و بیلی (پیروز) مقابل شارلوت و دِینا بروک                                                             | مسابقه تگ تیم                                     |
| - (c) – نشان‌دهنده قهرمان(هایی) است که به میدان می‌روند - پ – نشان‌دهنده این است که مسابقه در پری–شو - *مسابقات برگزار خواهد شد | |                                                   |